# Zjadacze umarłych
Zjadacze umarłych: Rękopis ibn-Fadlana opisujący jego przygody wśród wikingów A.D. 922 (ang. Eaters of the Dead: The Manuscript of Ibn Fadlan Relating His Experiences with the Northmen in AD 922) – powieść Michaela Crichtona z 1976 roku opowiadająca historię arabskiego posłańca z X wieku, który podróżuje z grupą wikingów do ich osady.
Oryginalny tytuł powieści to Zjadacze umarłych, ale w późniejszym czasie został on przemianowany na Trzynasty wojownik (ang. The 13th Warrior), co miało być jawnym nawiązaniem do ekranizacji o tym samym tytule.
Crichton wyjaśnia w załączniku do książki, że została ona oparta na dwóch źródłach. Pierwsze trzy rozdziały to osobista relacja Ahmada ibn Fadlana z jego rzeczywistej podróży na północ oraz jego doświadczeń i obserwacji wikingów (prawdopodobnie ze Szwecji). Reszta opiera się na historii Beowulfa.
Na podstawie książki powstała ekranizacja z Antonio Banderasem w roli głównej.